# これからコンバット
『これからコンバット』は、森尾正博による日本の漫画作品。『週刊漫画TIMES』（芳文社）にて、2013年1月25日号から2016年9月2日号まで不定期で連載された。サバイバルゲームの世界に飛び込んだ主人公の活躍を描く。著作に伴い、「ウエスタンアームズ」や「BLAM!!」などの関連施設等が取材に扱われている。演出のために主人公を含む数名は、ゴーグルのみの着用でプレイする場面が多いのが特徴。話数は全て「○○th shot」で統一されている。

## あらすじ
とある会社で働くOL・小西ゆいは、自分のいる部署に異動してきた同僚・千石の不審な行動に疑問を抱いていた。
そんなある日のこと、会社帰りの千石を尾行していたゆいは、見慣れない施設へとたどり着く。そこでゆいが目撃したのは屋内ゲームフィールドでサバイバルゲームをプレイする千石の姿だった。その日以来、ゆいの心は動かされ、サバイバルゲームの魅力へと惹き込まれていく。

## 登場人物

### 主人公
小西 ゆい（こにし ゆい）
本作の主人公。同僚の千石のサバイバルゲームを目の当たりにしたことで興味を持ち、やがて自身もその魅力に引かれてサバイバルゲームを始めることに。
使用している銃は東京マルイのMP5。

### チーム・これからコンバット
ゆいが所属するサバイバルゲームのチーム。
少佐（しょうさ）
ゆいが屋内ゲームフィールドで出会った上級プレーヤーで、本名「小桜 猛（こざくら たける）」。俺様口調並みの話し方で接する。普段は洋食店のオーナーとして働いている。神田からは「ダーリン」と呼ばれている。
名取 京介（なとり きょうすけ）
ゆいが働いている会社の第一販売部のエリート社員。女好きでお調子者。ゆいがサバイバルゲームに目覚めるようになってからは色々と振り回されるようになり、やがて自らチーム入りを決意する。翼という甥っ子がおり、父親である兄が海外出張などで不在の間は代わりに面倒を見ている。
使用している銃はプロジェクト90。
霧島 則夫（きりしま のりお）
ゆいと同じ部署で働いている中年サラリーマン。重度のガンマニア。
神田（かんだ）
ゆいと同じ部署で働いている先輩女性社員。口元にホクロがあり、喫煙者。男っ気な性格。プライベートビーチのウォーターバトルにて少佐に一目惚れし、後にチームの新メンバーとして参戦する。

### チーム・パーフェクトアロー
千石（せんごく）
ゆいが働いている部署に異動してきたミステリアスな女性社員。サバイバルゲームが趣味で出勤時にはモデルガンをアタッシュケースに入れて持ち歩いている。仕事は完璧であるものの、同僚との付き合いは悪い。ゆいがサバイバルゲームに目覚めるきっかけになった人物でもある。
平井（ひらい）
チーム・パーフェクトアローのリーダー。

### その他
小桜 ほのか（こざくら ほのか）
シューティングレンジでゆいと出会ったゴスロリ衣装が特徴の女性で、チーム「シャーク遊撃隊」のリーダー。笑い声は「かーっかっかっか」。少佐の妹であり、喋り方も彼と同様。
中村（なかむら）
チーム・蒼弾のエヴォルガンのリーダー。ミリタリーオタクで銃についての知識にはかなり詳しい。左目に泣きぼくろがある。ほのかに気がある。

## 書誌情報
- 森尾正博 『これからコンバット』 芳文社 〈芳文社コミックス〉、全7巻
  1. 2013年8月17日発売、ISBN 978-4-8322-3367-6
  2. 2014年1月16日発売、ISBN 978-4-8322-3390-4
  3. 2014年7月8日発売、ISBN 978-4-8322-3409-3
  4. 2015年2月16日発売、ISBN 978-4-8322-3440-6
  5. 2015年9月16日発売、ISBN 978-4-8322-3469-7
  6. 2016年2月16日発売、ISBN 978-4-8322-3490-1
  7. 2016年10月15日発売、ISBN 978-4-8322-3521-2

## 備考
- 読み切り作品『コロッケはおかずですか?』では、主人公の住む部屋に貼ってあるポスターの中で本作品が登場している。